# Баймагамбетов, Жанай
Жана́й Баймагамбе́тов (1903, с. Табукай, Мангышлакский уезд, Закаспийская область, Туркестанский край, Российская империя — 1938, Москва) — деятель ВКП(б), 2-й секретарь Восточно-Казахстанского обкома. Входил в состав особой тройки НКВД СССР.

## Биография
Родился 1903 году в селе Табукай Мангышлакского уезда Закаспийской области.
Начальное, двухлетнее образование получил в мусульманской городской школе. Далее 5 лет обучался в русско-туземной начальной школе, но не закончил её. Много позже окончил Краткосрочные курсы политотдела 1-й армии и 5-месячные курсы ГПУ. Также учился на заочных курсах марксизма-ленинизма.
После вступления в 1920 году в члены РКП(б), работал инструктором-агитатором политотдела 1-й армии РККА. В 1922—1924 гг. уездный уполномоченный ОГПУ.
В 1925—1928 гг. в Актюбинском губкоме партии. В 1928 г. член Краевой комиссии по культпоходу, член Политико-просветительного комитета Казахской ССР, секретарь председателя СНК Казахской ССР, затем на руководящей работе в Петропавловске.
В 1930 г. в Казкрайкоме, затем учился в Институте Красной профессуры в Москве. С 1935 г. работал в качестве заведующего промышленно-транспортным отделом Восточно-Казахстанского обкома партии.
В 1937 году вошёл в состав ЦК компартии Казахстана и был утвержден на пост 2-го секретаря Восточно-Казахстанского обкома партии. Этот период отмечен вхождением в состав особой тройки, созданной по приказу НКВД СССР от 30.07.1937 № 00447 и активным участием в сталинских репрессиях.

## Завершающий этап
Арестован 15 октября 1937 г. Приговорён к ВМН ВКВС СССР 28 февраля 1938 г. и расстрелян в тот же день. Обвинялся по статьям 58-2, 58-7, 58-8, 58-11 УК РСФСР.
Реабилитирован Верховным судом СССР за отсутствием состава преступления 22 августа 1957 г.